# Curso de Precursor Paraquedista
Curso de Precursor Paraquedista foi o primeiro curso de especialização combatente organizado no Exército Brasileiro e nas Forças Armadas Brasileiras. Sua história se confunde com a história da própria Brigada de Infantaria Paraquedista e das Operações Especiais do Exército Brasileiro. O curso surgiu da necessidade da formação de um especialista capaz de lançar em segurança a recém formada tropa paraquedista brasileira.Com esse propósito, no ano de 1948, foi enviado para Fort Benning, Geórgia, Estados Unidos, para cursar o Pathfinder Course, o então 1º Ten Celso Nathan Guaraná de Barros (um dos paraquedistas militares pioneiros do Brasil). Com a conclusão do curso, o tenente Guaraná, o nosso "Prec Uno", deu início a uma longa jornada para introduzir o "Curso de Precursor Aeroterrestre", na  Escola de Pára-quedistas (atual Centro de Instrução Pára-quedista Gen Penha Brasil) em 1951, quando foram formados os sete precursores pioneiros da nossa força terrestre.
Ao longo de mais de 70 anos de atividades desenvolvidas pelos precursores no âmbito das Forças Armadas, outras especializações e atividades operacionais foram criadas e muitas foram as transformações ocorridas na capacitação desse especialista, a fim de acompanhar as evoluções da guerra moderna.

## O Curso
Realizado no Centro de Instrução Pára-quedista General Penha Brasil (CIPqdt GPB), com a duração de 24 semanas divididas em 4 fases bem definidas, é destinado a Capitães, Tenentes, Subtenentes e Sargentos de carreira do Exército Brasileiro, Marinha do Brasil[carece de fontes?] e Força Aérea Brasileira,[carece de fontes?] além de nações amigas[carece de fontes?] possuidores do Curso Básico Paraquedista. Para Cabos e Soldados do Exército Brasileiro e Marinha do Brasil existe o Curso de Formação de Cabo/Soldado Auxiliar de Precursor (CFC/CFSd Aux Prec), com duração de 15 semanas. Possui um regime de trabalho de 40 (quarenta) horas diurnas e 20 (vinte) horas noturnas semanais, tendo as seções de instrução 50 (minutos) de duração com 10 (dez) minutos de intervalo entre elas. As quatro fases tem os seguintes objetivos:
- 1ª Fase - Nivelamento Técnico Operacional

Com a duração de 6 semanas, tem como objetivos nivelar conhecimentos e  capacitar os alunos a realizarem infiltrações aéreas, terrestres e aquáticas nos diversos ambientes operacionais do território nacional. A atividade diária começa com o "cerimonial", onde o aluno sofre as primeiras cobranças da jornada de instrução, no tocante a apresentação, aprestamento individual e coletivo. O treinamento físico militar vem em seguida, com nível de dificuldade crescente em corridas de média e longa distância e pista de cordas.
- 2ª Fase - [10]Curso de Mestre de Salto

Com a duração de 4 semanas, e a cargo dos instrutores da Formação Básica Paraquedista, tem como objetivo habilitar os alunos a exercerem as funções inerentes ao Mestre de Salto.
- 3ª Fase - Lançamento Precursor

Com a duração de 4 semanas tem como objetivo habilitar os alunos a executarem o lançamento de pessoal equipado com paraquedas semiautomático sem ponto materializado no solo. O Lançamento Precursor é uma forma de infiltração inerente a especialização do precursor, que permite a uma equipe de precursores (Eq Prec) lançar-se sem ponto materializado no solo. Após intensas horas de treinamento no falso avião, o aluno é submetido a uma série de lançamentos realizados em uma viagem de lançamento pelo Território Nacional. Autoconfiança, calma, raciocínio rápido e flexível e um elevado senso de orientação a bordo de uma aeronave em vôo são fatores fundamentais para o êxito nesta disciplina, considerada a mais técnica de todo o curso. 
- 4ª Fase - Operações de Precursores

Com a duração de 10 semanas, os alunos aprendem sobre as possibilidades de emprego da Brigada de Infantaria Paraquedista em proveito do Exército de Campanha ou Escalão Superior e conclui quanto às peculiaridades do emprego do Precursor paraquedista em manobras táticas ou estratégicas. Na disciplina Organização e Emprego do Precursor são expostos conhecimentos sobre operações aeroterrestres e aeromóveis, com a atuação de uma Equipe de Precursores para cumprir essas operações.
- Estágios

Durante a realização do curso, os alunos realizam ainda os seguintes estágios:  
| Estágio                                                | Local                                                                    |
| ------------------------------------------------------ | ------------------------------------------------------------------------ |
| Estágio básico do combatente de montanha               | 11º Batalhão de Infantaria de Montanha                                   |
| Estágio de adaptação à vida na selva                   | Centro de Instrução de Guerra na Selva                                   |
| Estágio de socorro pré-hospitalar                      | Instituto de Medicina Aeroespacial da Força Aérea Brasileira             |
| Estágio de inteligência de imagens                     | Comando Militar do Leste                                                 |
| Estágio de operações aeromóveis                        | Centro de Instrução de Aviação do Exército                               |
| Estágio de inteligência militar                        | Escola de Inteligência Militar do Exército                               |
| Estágio de navegação aérea                             | Força Aérea Brasileira                                                   |
| Estágio de proteção ao voo e controle de tráfego aéreo | Força Aérea Brasileira                                                   |
| Estágio de utilização de armamento não convencional    | [carece de fontes?]Batalhão de Operações Especiais dos Fuzileiros Navais |
| Estágio de combate em localidade                       | [carece de fontes?]Batalhão de Operações Policiais Especiais             |

Após a conclusão do curso, o aluno recém formado conquista o direito de ostentar o Gorro Vermelho e a Tocha Alada, símbolos que o identificam como parte daqueles que tem como missão vital preceder, guiar e liderar.

## Galeria

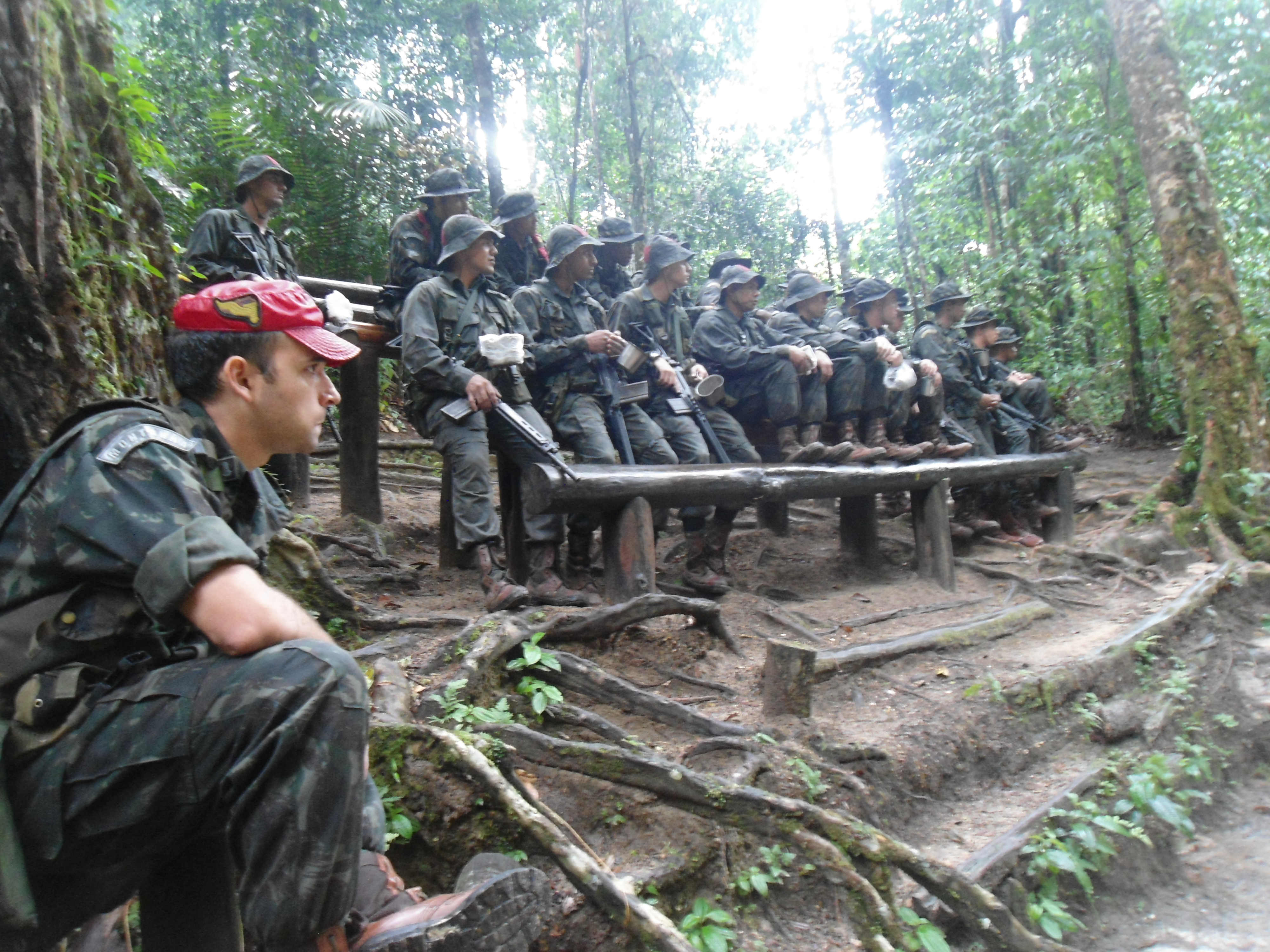
Estágio de adaptação à vida na selva
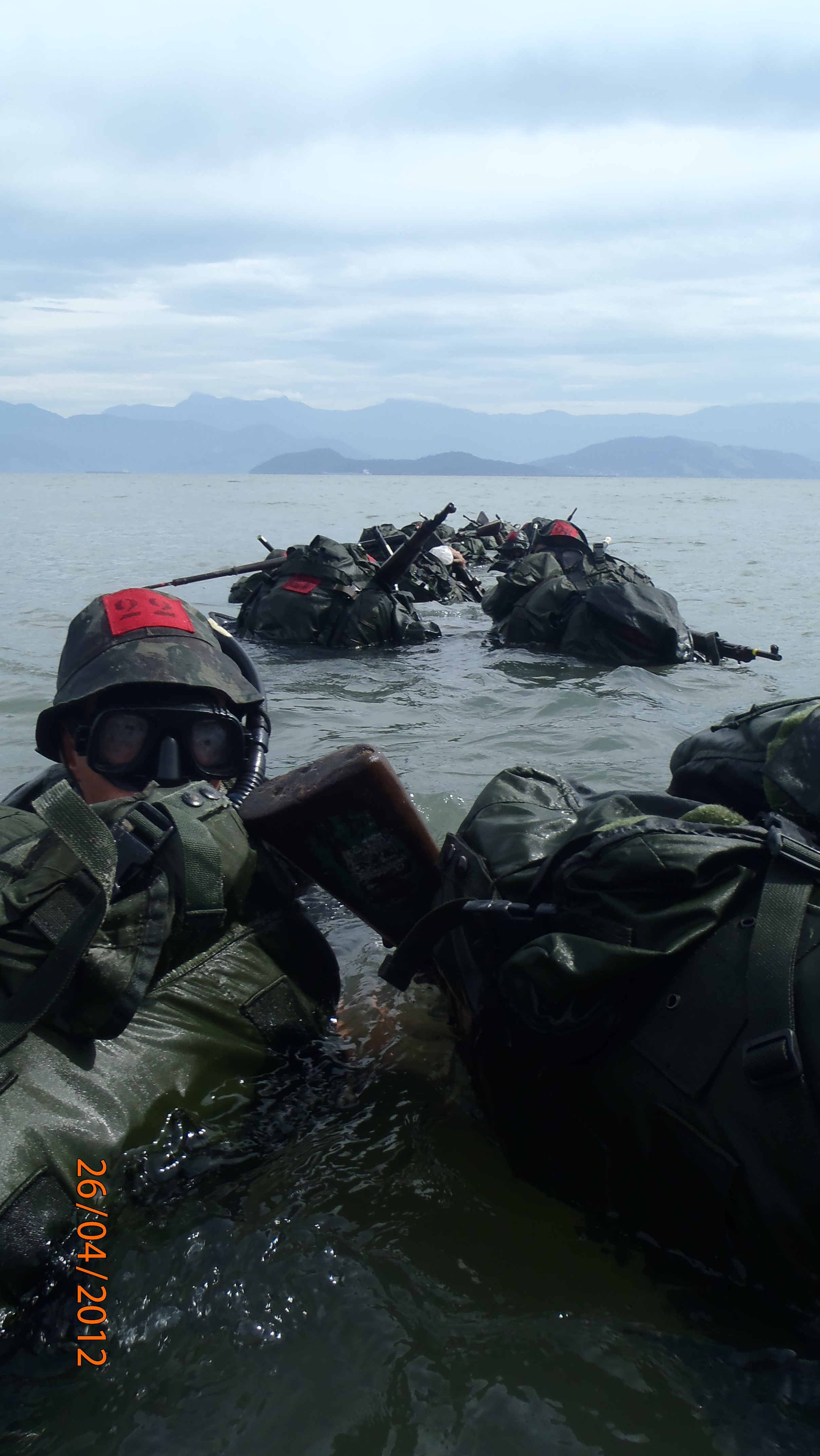
Semana do Mar
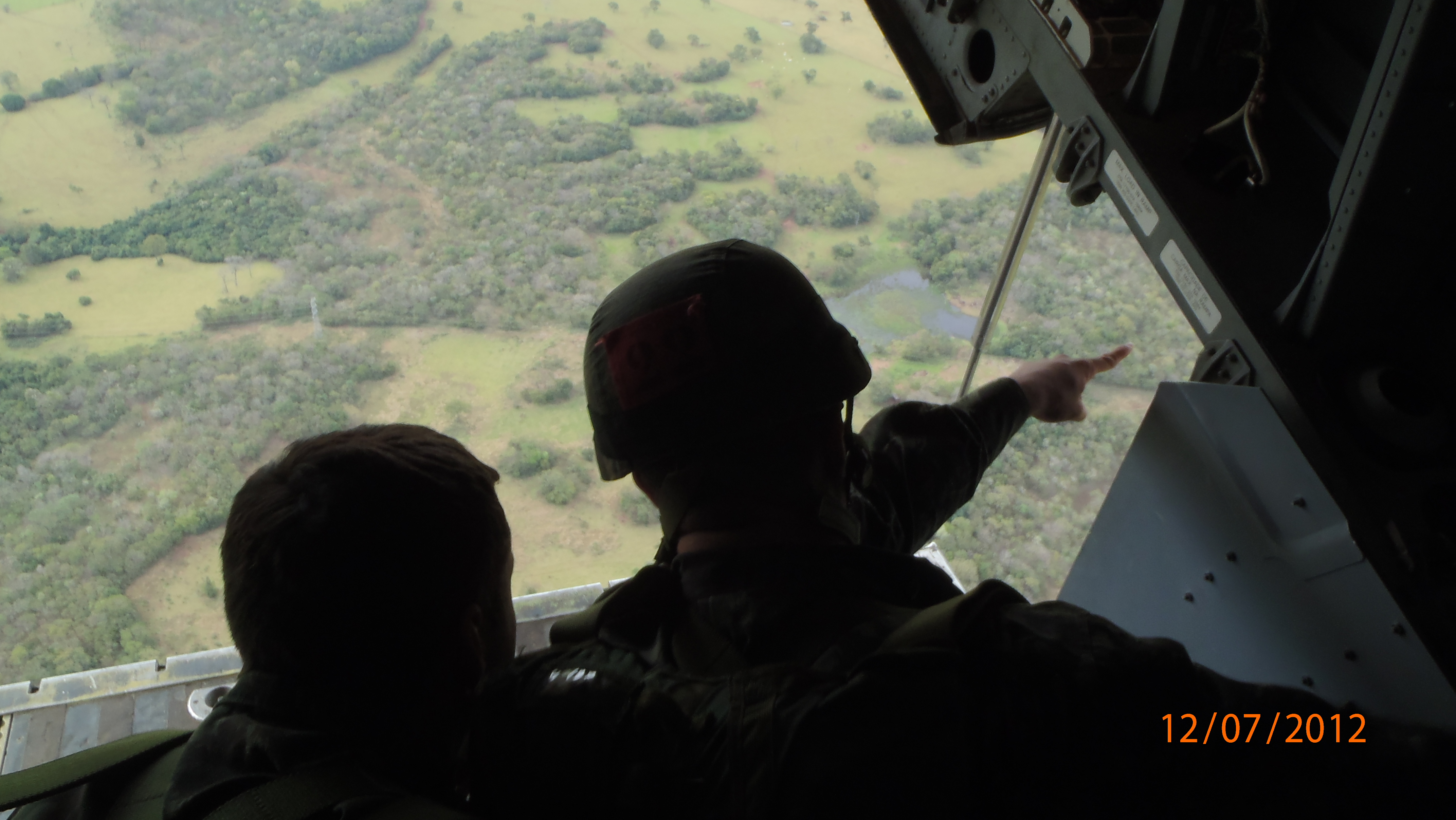
Identificação da Zona de Lançamento
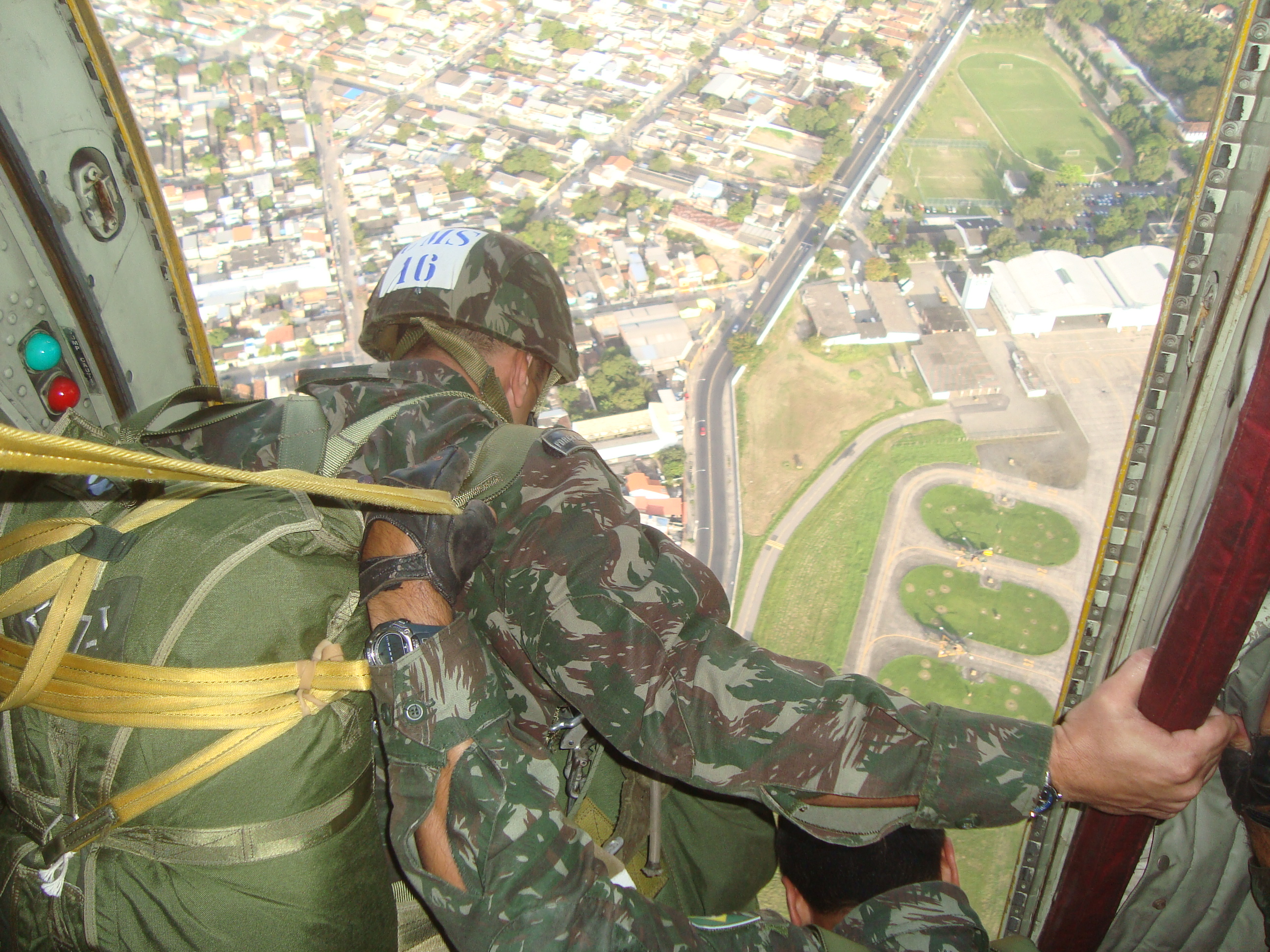
Curso de Mestre de Salto
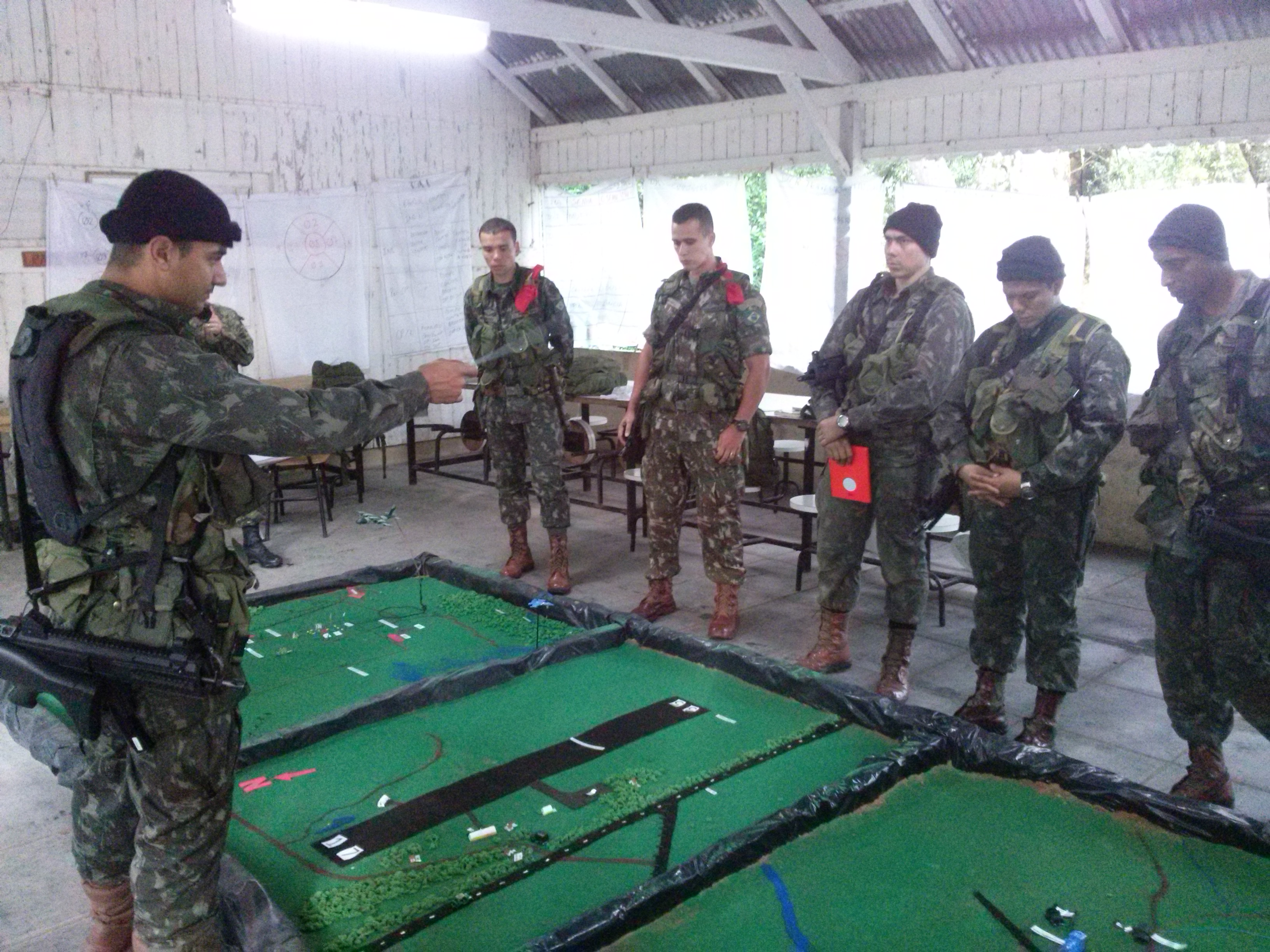
Ordem à Equipe
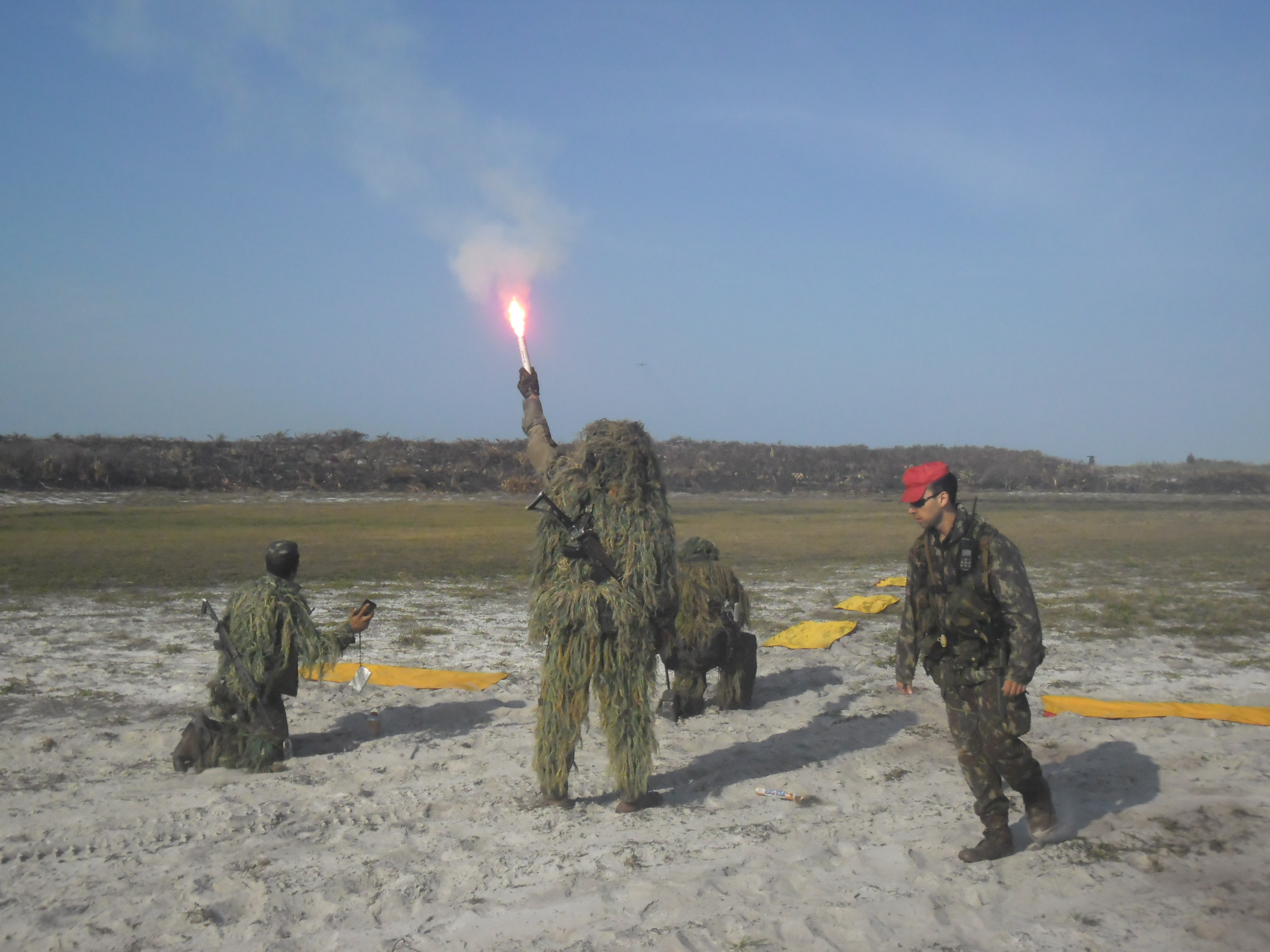
Operação de Zona de Lançamento
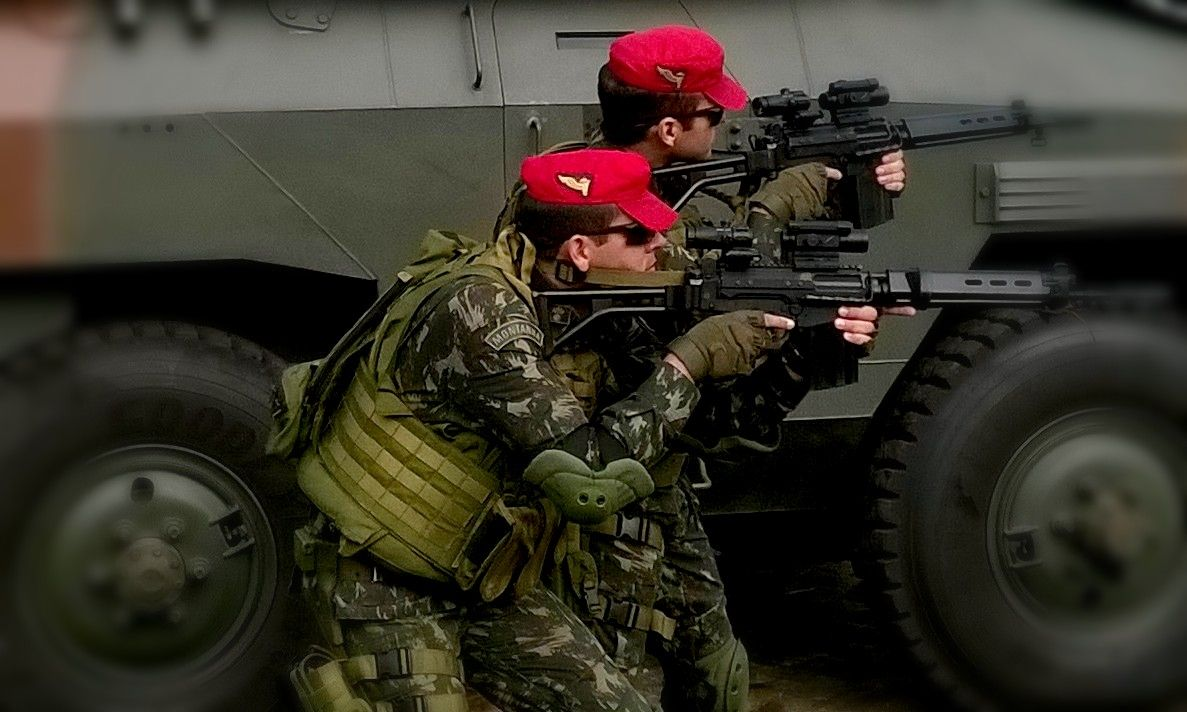
O gorro vermelho